# جو مالين
جو مالين (بالإنجليزية: Joe Malin)‏ (13 يوليو 1988 في المملكة المتحدة - ) هو لاعب كرة قدم بريطاني في مركز حراسة المرمى. لعب مع نادي روس كاونتي ونادي سلتيك وإلغين سيتي ‏ وBrora Rangers F.C. ‏.

## وصلات خارجية
- جو مالين على موقع قاعدة بيانات كرة القدم.إي يو (الإنجليزية)
- جو مالين على موقع Soccerbase.com (لاعب) (الإنجليزية)